# Campionat del Món de motociclisme de 2010
La temporada de 2010 del Campionat del món de motociclisme fou la 62a edició d'aquest campionat, organitzat per la FIM i Dorna Sports. Per primera vegada a la història del campionat, tots tres campions del món eren dels Països Catalans: Jorge Lorenzo, mallorquí, va guanyar a MotoGP; Toni Elías, manresà, a la nova categoria de Moto2 (introduïda aquell any) i Marc Márquez, cerverí, a 125cc.
La temporada va estar tacada per la tragèdia a causa de l'accident mortal a Misano del pilot de Moto2 Shoya Tomizawa; era la primera víctima mortal al mundial des que Daijiro Kato s'havia mort a Suzuka el 2003.

## Canvis de classes

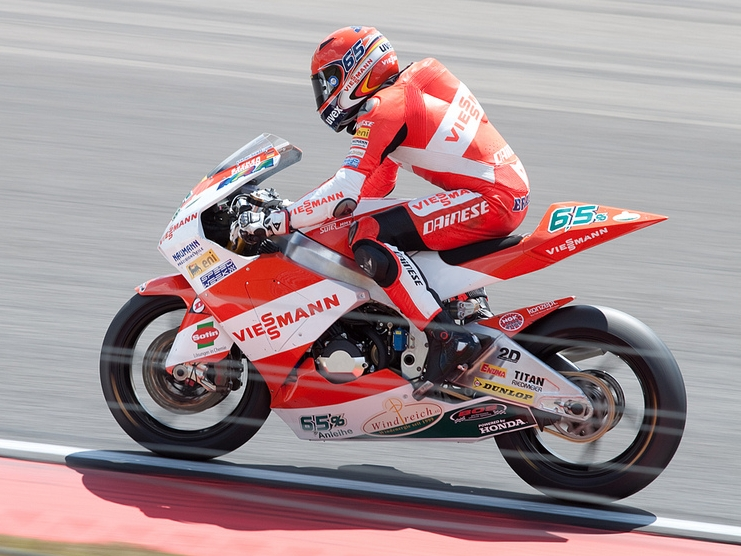
Stefan Bradl amb la Suter de Moto2

La nova categoria de Moto2 va substituir aquell any l'antiga de 250cc, que s'havia vingut disputant des del 1949. La intenció original era que les noves motos de Moto2 competissin al costat de les existents de 250cc, però la llista d'inscrits consistí només en motos de Moto2. La nova classe pretenia ser econòmica, amb mesures com ara limitar l'electrònica (que només seria subministrada per productors autoritzats per la FIM), la prohibició dels frens de carboni-ceràmica i l'ús només de frens d'acer. Tanmateix, no hi havia limitacions de xassís.
Totes les motos de Moto2 feien servir un mateix motor Honda obligatori de 600 cc basat en l'Honda CBR600RR, el qual estava preparat per Ten Kate, el preparador europeu d'Honda, i produïa una potència d'uns 150 CV. Els pneumàtics de control per a la nova classe els proporcionava només Dunlop, malgrat les intencions inicials de deixar lliures les especificacions d'aquests components.

## Resum de la temporada

### MotoGP

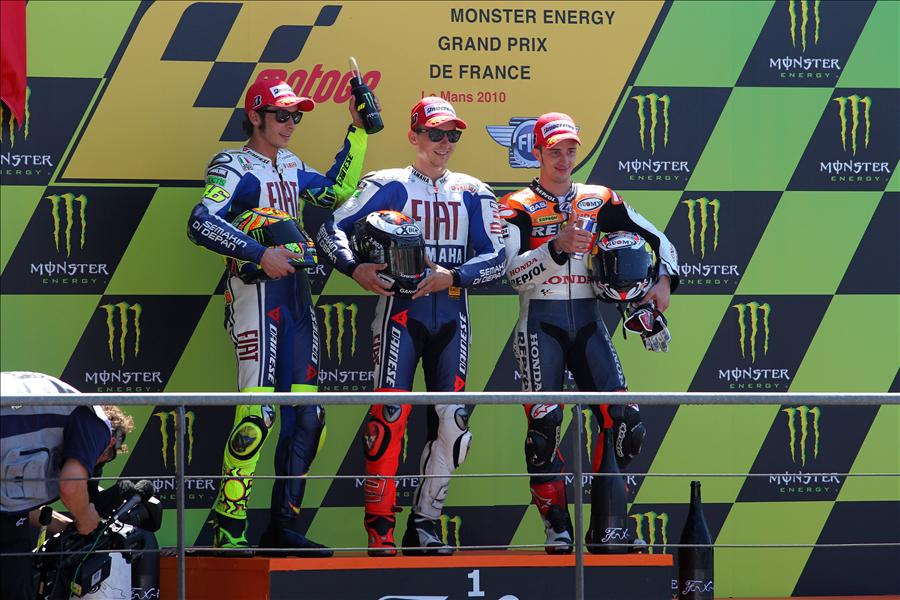
Valentino Rossi, Jorge Lorenzo i Andrea Dovizioso al podi de Le Mans

Jorge Lorenzo es va proclamar campió de MotoGP per primera vegada a la seva carrera després d'acabar tercer al Gran Premi de Malàisia el 10 d'octubre. Acabant al podi en 16 de les 18 curses, amb nou victòries incloses, Lorenzo va acumular un total rècord de punts per a la categoria reina, 383, deu més que la millor puntuació anterior, aconseguida per Valentino Rossi el 2008. El subcampió va ser Dani Pedrosa, 138 punts per darrere de Lorenzo, amb quatre victòries al llarg de la temporada. Tant aquest com Rossi, tercer classificat, es van perdre almenys tres curses a causa de lesions sofertes durant els Grans Premis; Pedrosa va patir una fractura de clavícula a Motegi, mentre que Rossi va patir una fractura a la cama a Mugello, cosa que va resultar en les primeres curses perdudes de tota la seva carrera als Grans Premis. L'únic altre pilot que va guanyar curses durant la temporada va ser Casey Stoner, quart al campionat, que en va guanyar tres a la segona meitat de la temporada.

### Moto2

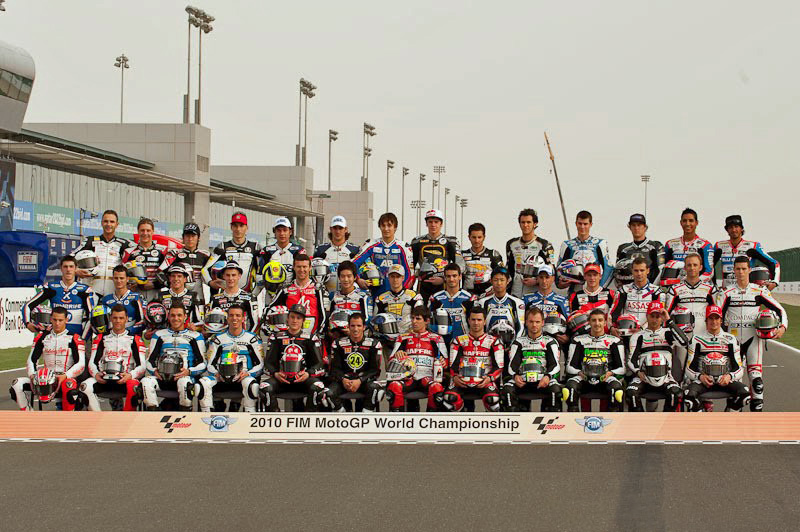
Els pilots de la nova categoria Moto2 a punt de començar la primera cursa a Qatar

Nou pilots diferents van guanyar curses al campionat de Moto2 i Toni Elías, provinent de MotoGP, va aconseguir el títol inaugural del campionat a tres curses del final, ja que les seves set victòries l'havien allunyat prou dels seus rivals. El segon lloc va ser per a Julián Simón, que tot i no guanyar cap cursa va acabar al podi vuit vegades. El tercer lloc del campionat va ser per a Andrea Iannone, que va aconseguir tres victòries però va perdre el segon lloc davant de Simón per només dos punts. El guanyador de la cursa inaugural de la categoria, Shoya Tomizawa, es va morir a causa de les lesions sofertes en un accident a l'onzena ronda del campionat, el Gran Premi de San Marino, a Misano. Els altres pilots que van guanyar curses a Moto2 van ser Jules Cluzel, Yuki Takahashi, Roberto Rolfo, Alex de Angelis, Stefan Bradl i Karel Abraham.

### 125cc

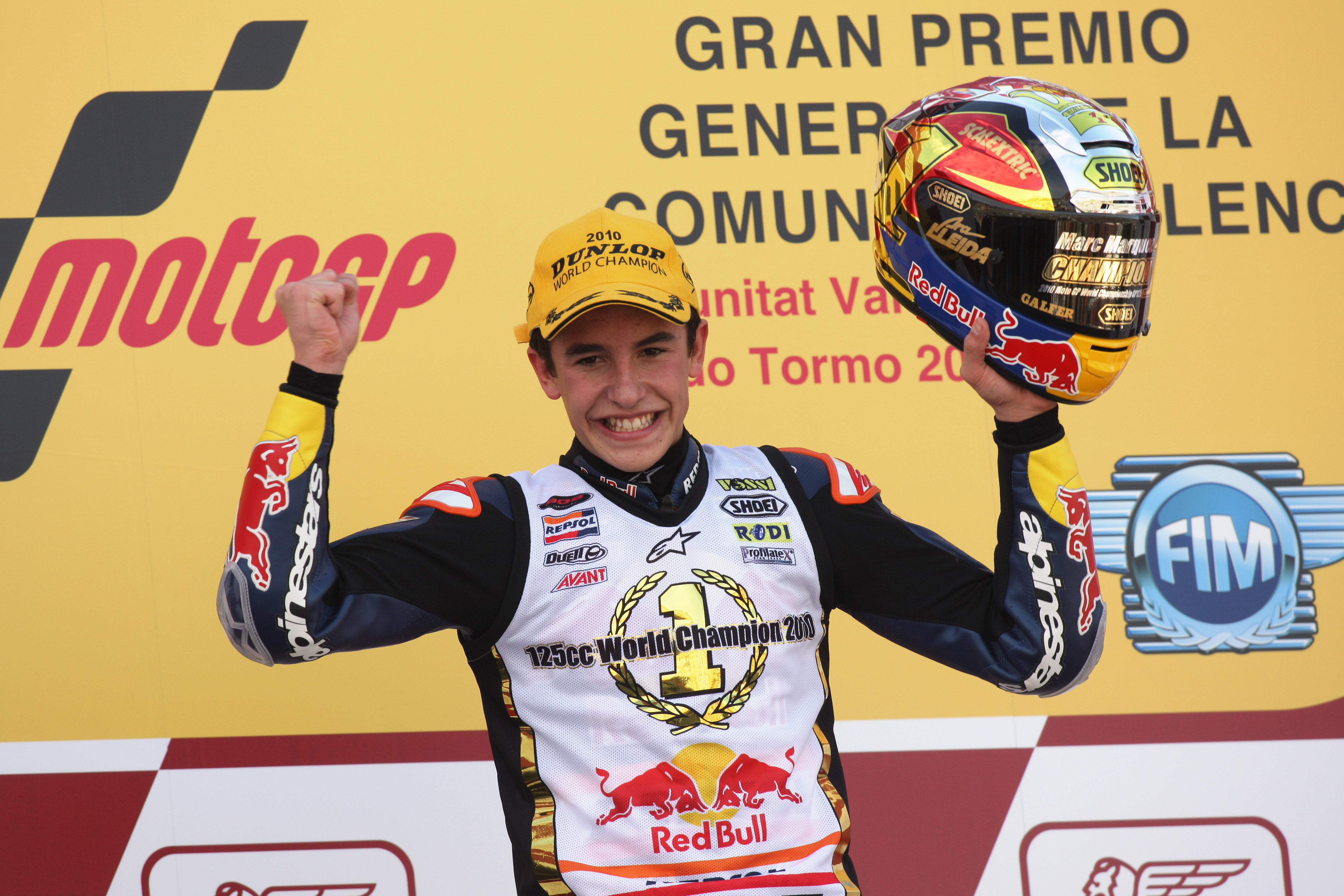
Marc Márquez celebrant el títol a Xest

Els pilots catalans i valencians van tornar a dominar el campionat de 125cc i van protagonitzar una ratxa de 26 victòries consecutives que només va poder trencar Bradley Smith a l'última cursa de la temporada, a Xest. Les tres primeres posicions del campionat van ser per a Marc Márquez, Nico Terol i Pol Espargaró. Amb deu victòries en total, Márquez va esdevenir el segon campió del món més jove de la història amb 17 anys i 263 dies, superat només per Loris Capirossi amb el seu títol de 1990.

## Campions del món
Pilots
| 125cc        | Moto2      | MotoGP        |
| ------------ | ---------- | ------------- |
| Marc Márquez | Toni Elías | Jorge Lorenzo |

Constructors
| 125cc | Moto2 | MotoGP |
| ----- | ----- | ------ |
| Derbi | Suter | Yamaha |

Equips
| MotoGP           |
| ---------------- |
| Fiat Yamaha Team |

## Grans Premis

### Sistema de puntuació
Barem de puntuació de 1993 ençà:
| Posició | 1  | 2  | 3  | 4  | 5  | 6  | 7 | 8 | 9 | 10 | 11 | 12 | 13 | 14 | 15 |
| Punts   | 25 | 20 | 16 | 13 | 11 | 10 | 9 | 8 | 7 | 6  | 5  | 4  | 3  | 2  | 1  |

### Calendari
El calendari provisional fou anunciat el 10 de novembre de 2009. L'empresa organitzadora decidí reservar el Motorland Aragó com a circuit reserva per qualsevol contratemps, passant a ser seu del Gran Premi d'Aragó en substitució del Gran Premi d'Hongria, on les obres de reforma del circuit no tenien temps d'estar acabades. El 19 d'abril de 2010 fou anunciat que el Gran Premi del Japó passava a disputar-se el 3 d'octubre amb motiu dels problemes aeris ocorregut per la segona erupció del volcà Eyjafjalla.
| Cursa | Data           | Gran Premi                            | Circuit          |
| ----- | -------------- | ------------------------------------- | ---------------- |
| 1     | 11 d'abril     | Gran Premi de Qatar †                 | Losail           |
| 2     | 2 de maig      | Gran Premi d'Espanya                  | Jerez            |
| 3     | 23 de maig     | Gran Premi de França                  | Le Mans          |
| 4     | 6 de juny      | Gran Premi d'Itàlia                   | Mugello          |
| 5     | 20 de juny     | Gran Premi de Gran Bretanya           | Silverstone      |
| 6     | 26 de juny     | Dutch TT ††                           | Assen            |
| 7     | 4 de juliol    | Gran Premi de Catalunya               | Catalunya        |
| 8     | 18 de juliol   | Gran Premi d'Alemanya                 | Sachsenring      |
| 9     | 25 de juliol   | Gran Premi dels Estats Units ‡        | Laguna Seca      |
| 10    | 15 d'agost     | Gran Premi de la República Txeca      | Brno             |
| 11    | 29 d'agost     | Gran Premi d'Indianapolis             | Indianapolis     |
| 12    | 5 de setembre  | Gran Premi de San Marino              | Misano           |
| 13    | 19 de setembre | Gran Premi d'Aragó                    | Ciutat del Motor |
| 14    | 3 d'octubre    | Gran Premi del Japó                   | Motegi           |
| 15    | 10 d'octubre   | Gran Premi de Malàisia                | Sepang           |
| 16    | 17 d'octubre   | Gran Premi d'Austràlia                | Phillip Island   |
| 17    | 31 d'octubre   | Gran Premi de Portugal                | Estoril          |
| 18    | 7 de novembre  | Gran Premi de la Comunitat Valenciana | València         |

† = Cursa nocturna
†† = Cursa disputada el dissabte
‡ = Únicament cursa de MotoGP

### Guanyadors
| Cursa | Gran Premi                            | 125cc         | Moto2           | MotoGP          | Resultats |
| ----- | ------------------------------------- | ------------- | --------------- | --------------- | --------- |
| 1     | Gran Premi de Qatar                   | Nico Terol    | Shoya Tomizawa  | Valentino Rossi | Resultats |
| 2     | Gran Premi d'Espanya                  | Pol Espargaró | Toni Elias      | Jorge Lorenzo   | Resultats |
| 3     | Gran Premi de França                  | Pol Espargaró | Toni Elias      | Jorge Lorenzo   | Resultats |
| 4     | Gran Premi d'Itàlia                   | Marc Márquez  | Andrea Iannone  | Dani Pedrosa    | Resultats |
| 5     | Gran Premi de Gran Bretanya           | Marc Márquez  | Jules Cluzel    | Jorge Lorenzo   | Resultats |
| 6     | Dutch TT                              | Marc Márquez  | Andrea Iannone  | Jorge Lorenzo   | Resultats |
| 7     | Gran Premi de Catalunya               | Marc Márquez  | Yuki Takahashi  | Jorge Lorenzo   | Resultats |
| 8     | Gran Premi d'Alemanya                 | Marc Márquez  | Toni Elias      | Dani Pedrosa    | Resultats |
| 9     | Gran Premi dels Estats Units          | -             | -               | Jorge Lorenzo   | Resultats |
| 10    | Gran Premi de la República Txeca      | Nico Terol    | Toni Elias      | Jorge Lorenzo   | Resultats |
| 11    | Gran Premi d'Indianapolis             | Nico Terol    | Toni Elias      | Dani Pedrosa    | Resultats |
| 12    | Gran Premi de San Marino              | Marc Márquez  | Toni Elias      | Dani Pedrosa    | Resultats |
| 13    | Gran Premi d'Aragó                    | Pol Espargaró | Andrea Iannone  | Casey Stoner    | Resultats |
| 14    | Gran Premi del Japó                   | Marc Márquez  | Toni Elias      | Casey Stoner    | Resultats |
| 15    | Gran Premi de Malàisia                | Marc Márquez  | Roberto Rolfo   | Valentino Rossi | Resultats |
| 16    | Gran Premi d'Austràlia                | Marc Márquez  | Alex de Angelis | Casey Stoner    | Resultats |
| 17    | Gran Premi de Portugal                | Marc Márquez  | Stefan Bradl    | Jorge Lorenzo   | Resultats |
| 18    | Gran Premi de la Comunitat Valenciana | Bradley Smith | Karel Abrahám   | Jorge Lorenzo   | Resultats |

### Accident mortal
Shoya Tomizawa es va morir arran d'un accident a la cursa de Moto2 del Gran Premi de San Marino.

## Galeria

Campions del món 2010
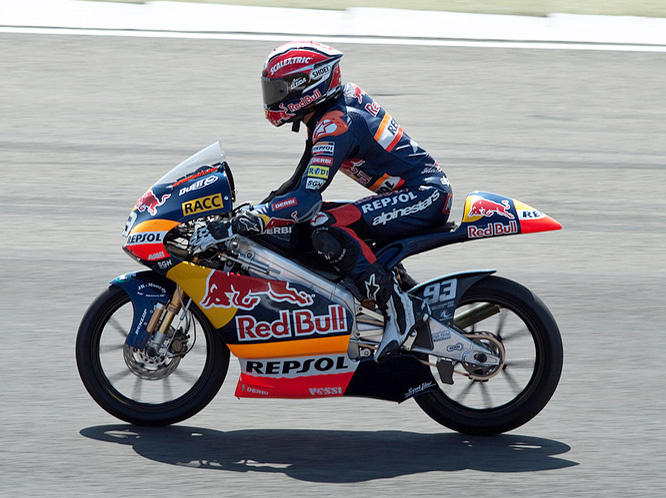
Marc Márquez, 125cc
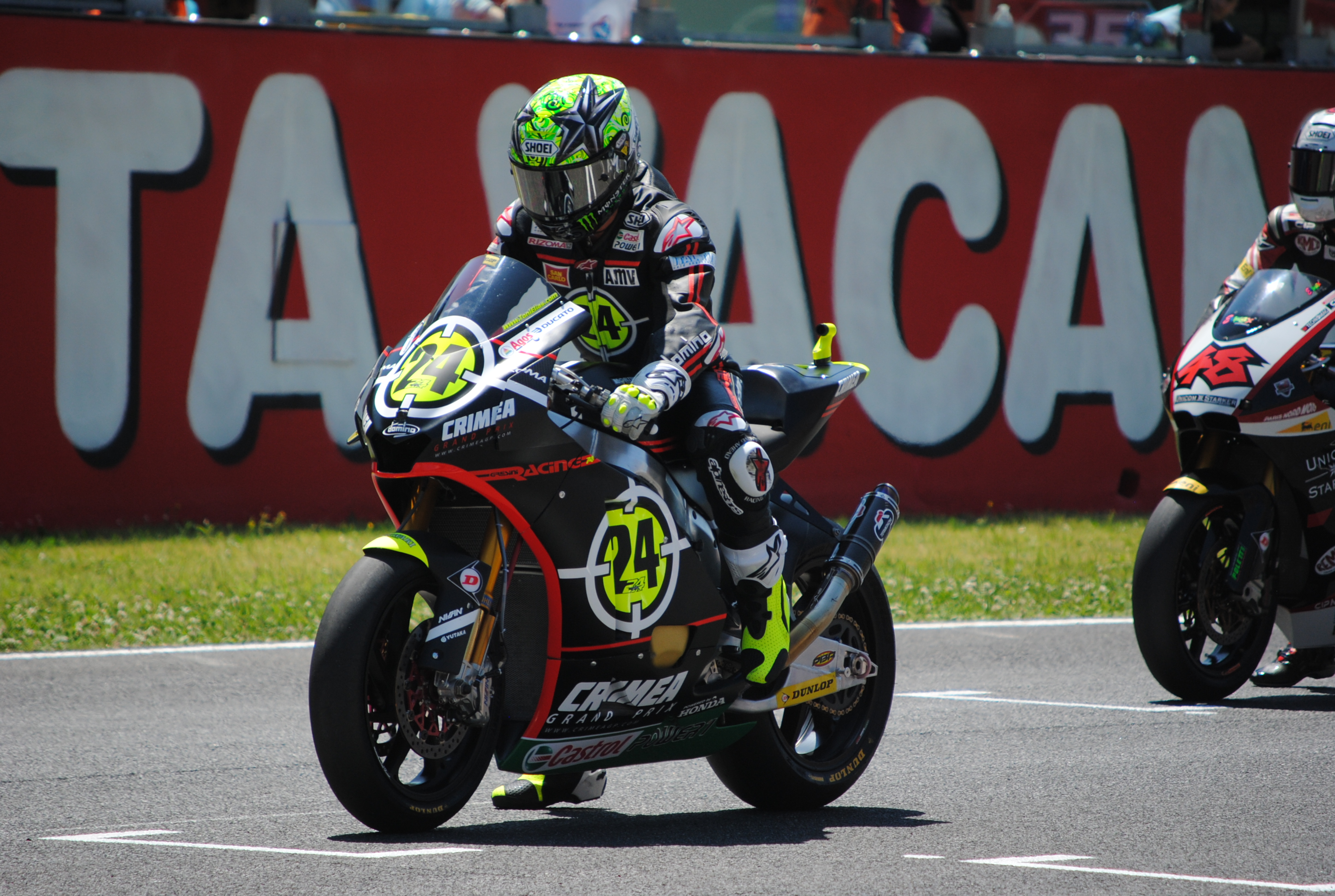
Toni Elías, Moto2
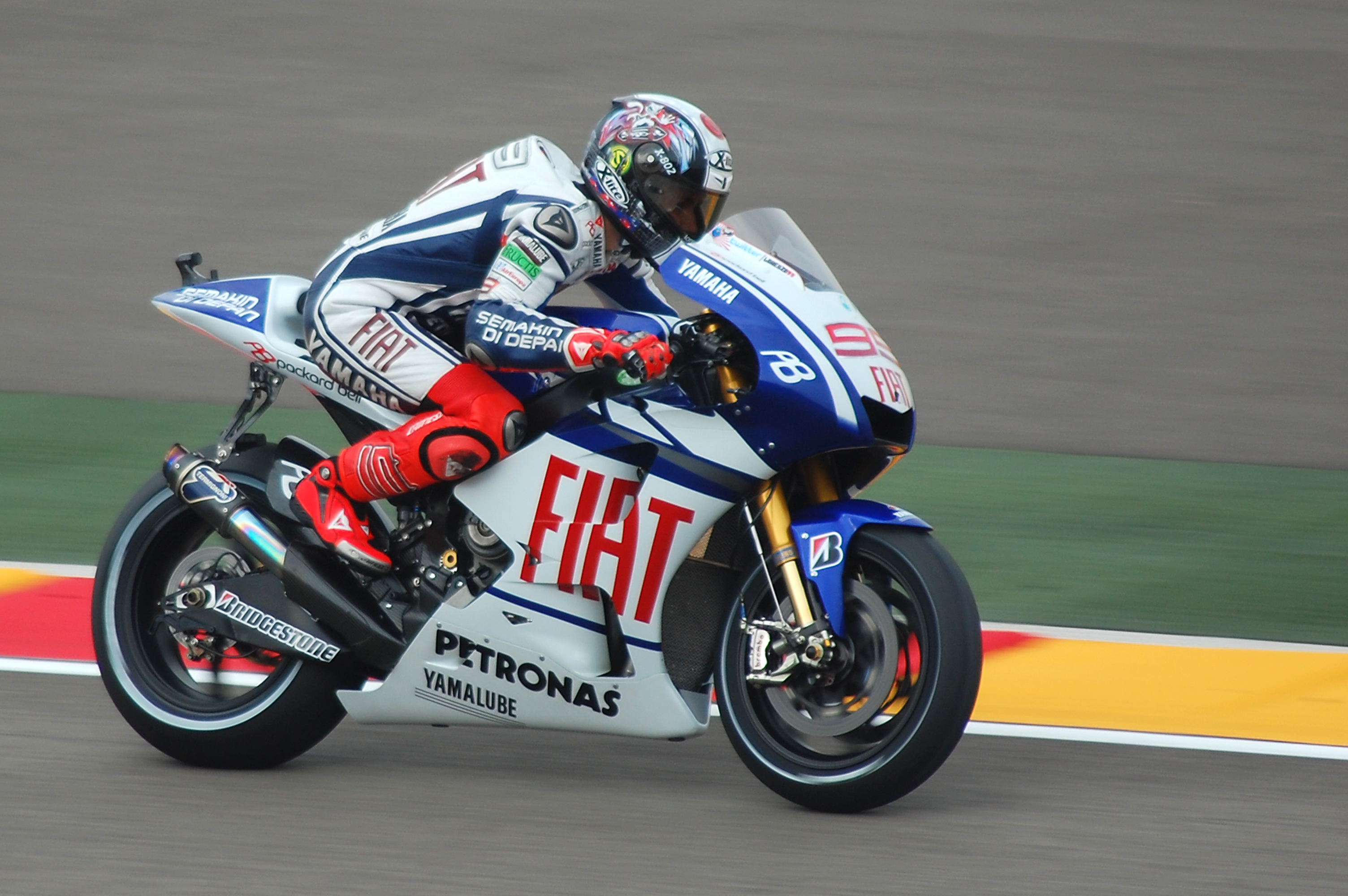
Jorge Lorenzo, MotoGP

## Debutant de l'any
El Debutant de l'Any de MotoGP del 2010 fou l'americà Ben Spies.

## Classificació dels pilots
- Els pilots marcats en blau optaven al premi Debutant de l'any.

### MotoGP
(Llegenda) (En negreta - Pole; En cursiva - Volta ràpida)